# زندگی راحت (ترانه)
«زندگی راحت» (به انگلیسی: Easy Livin') ترانه‌ای از گروه راک یوریا هیپ است. این قطعه در سال ۱۹۷۲ و در قالب یکی از تک‌آهنگ‌های آلبوم شیاطین و جادوگرها منتشر شد. «زندگی راحت» را کن هنسلی ترانه‌سرا و نوازندهٔ کیبورد گروه نوشته‌است. این یکی از معروف‌ترین آثار یوریا هیپ است که بیش از هر ترانهٔ دیگری از آن‌ها کاور و بازخوانی شده‌است.
«زندگی راحت» در زمان انتشارش در ایالات متحده برای ۱۲ هفته در جدول ۱۰۰ آهنگ داغ بیلبورد حضور داشت و بالاترین جایگاهش سی و نهم بود که در ۲۳ سپتامبر ۱۹۷۲ ثبت شد. این تنها اثر یوریا هیپ است که موفق شده میان ۴۰ آهنگ پرفروش روز آمریکا جایی داشته‌باشد. تک‌آهنگ در هلند و آلمان هم عملکرد قابل قبولی داشت و به‌ترتیب پنجمین و پانزدهمین اثر پرفروش آن کشورها شد.
«زندگی راحت» در سال ۱۹۷۵ به‌عنوان ساندترک فیلم بعدازظهر سگی سیدنی لومت استفاده شد. در آن فیلم فقط ۲ ترانه وجود دارد که دیگری «آمورینا» ی التون جان است.